# Assim Madibo
Assim Omer Al Haj Madibo (tiếng Ả Rập: عاصم ماديبو; sinh ngày 22 tháng 10 năm 1996) là một cầu thủ bóng đá chuyên nghiệp người Qatar hiện thi đấu cho câu lạc bộ Al-Duhail và đội tuyển quốc gia Qatar.